# L'Hospitalet-du-Larzac
L'Hospitalet-du-Larzac är en kommun i departementet Aveyron i regionen Occitanien i södra Frankrike. Kommunen ligger  i kantonen Nant som ligger i arrondissementet Millau. År 2022 hade L'Hospitalet-du-Larzac 344 invånare.

## Befolkningsutveckling
Antalet invånare i kommunen L'Hospitalet-du-Larzac
Referens: INSEE